# Simón Sáez Mérida
Simón Sáez Mérida (Aragua de Maturín, Venezuela, 30 de octubre de 1928 – Caracas, Venezuela, 29 de mayo de 2005) fue un docente, historiador, escritor, dirigente sindical y político venezolano.  

## Biografía
Sáez Mérida nació el 30 de octubre de 1928 en Aragua de Maturín, Venezuela. Militó y organizó el ala combativa de Acción Democrática (AD) partido del cual llegó a ser su Secretario General. Fue un tenaz activista en la clandestinidad durante la dictadura de Pérez Jiménez.
En 1960 fue fundador del Movimiento de Izquierda Revolucionaria (MIR) conformado por cuadros de extrema izquierda de AD que sería una de las principales fuerzas políticas que se lanzaría a la lucha guerrillera contra el sistema de partidos instaurado en 1958. En 1962 fue uno de los protagonistas del levantamiento cívico-militar conocido como  el "Carupanazo" que insurgió contra el gobierno de Rómulo Betancourt. Preso político en tres oportunidades, incluso siendo parlamentario sufrió persecuciones y allanamientos. Siendo docente de la Universidad Central de Venezuela (UCV) llegó a ser el máximo representante profesoral.

### Últimos años
Prolífico escritor ha publicado numerosos libros en diversos temas históricos y políticos. Recientemente, conversó sobre su libro Domingo Alberto Rangel, parlamentario en una tertulia informal en el Centro de Estudios Sociales Libertarios de Sarría, afirmó que «Hay gente que se ha molestado y me ha dicho “después de viejo jalándole a Domingo Alberto”. Domingo es un hombre que tiene méritos propios. Él es mi hermano. A pesar de nuestras diferencias y de las crisis que vivimos dentro del MIR, siempre hemos podido discutir sin calentarnos». Falleció en Caracas el sábado 29 de mayo de 2005 después de más de un mes de agonía tras haber sufrido un ataque por manos desconocidas el 25 de abril de ese año.